# Vestnes
Vestnes is een gemeente in de Noorse provincie Møre og Romsdal. De gemeente telde 6577 inwoners in januari 2017.
Vestnes ligt ten zuiden van het Romsdalsfjord. Het grenst aan Rauma in het oosten aan Stordal en Ørskog in het zuiden. Bij het Moldefjord in het noorden zijn Midsund en Molde. Andere omliggende gemeenten zijn Haram en Skodje.
Vestnes bestaat als sinds de vroege Middeleeuwen. Het gebied is bekend om zijn scheepsbouw. Er is een 24 uurs ferry verbinding en water taxi met Molde.

## Plaatsen
- Tomra - 1152 inw. (2007)

## Bezienswaardigheden
- Juanfoss is een waterval aan de weg van Sessetra naar Daugstad
- Gravfelt
- Landbruksmuseet in Gjermundnes
- Skiparstod, ten noorden van de Tresfjord Kirke
- Tresfjord Museum, met huizen uit 1650
- achtkantige kruiskerk uit 1828 (Tresfjord Kirke) bij het Tresfjord
- Langkerk (Fiksdal Kirke) in Fiksdal uit 1866
- Langkerk (Vestnes Kirke) in Vestnes uit 1872
- Langkerk (Vike Kapell) in Vikebugd verbouwd in 1970

Ålesund · Aukra · Aure · Averøy ·  Fjord · Giske · Gjemnes · Haram · Hareid · Herøy · Hustadvika · Kristiansund ·  Molde · Ørsta · Rauma · Sande · Smøla · Stranda · Sula · Sunndal · Surnadal · Sykkylven · Tingvoll · Ulstein · Vanylven · Vestnes · Volda

Fylker van Noorwegen